# Casa a la plaça Major de Gessa
Casa a la plaça Major de Gessa és una casa de Gessa, del municipi de Naut Aran (Vall d'Aran), inclosa en l'Inventari del Patrimoni Arquitectònic de Catalunya.

## Descripció
Casa d'estructura rectangular, té dues plantes definides per les obertures, "humarau" i coberta a dues aigües, d'encavallades de fusta i teula de pissarra, amb la "capièra" (carener) de zinc, paral·lela a la façana i orientada a migdia.
En general predomina l'aparell de paredat, però les cantonades foren travades amb blocs escairats i disposats de llarg i de través. Molt semblant, es pot observar una major cura als marcs de les obertures. La façana, feta entre d'altres amb restes gòtiques que van pertànyer a les anteriors finestres calades, presenta una ordenació simètrica, centrada per una porta de fàbrica, de marbre treballat que duu, a la llinda, la següent data: "1872" (o 1878?). Les finestres de fusta compareixen sota unes característiques llindes de descàrrega, resoltes amb materials i lloses que es van obrint cap als extrems, a imitació dels arcs.
A part de la típica "Humenèja" d'estructura prismàtica, és interessant observar les dues línies de "lucanes" que emergeixen al llosat; les primeres amb un antependi protector, i entre les segones, les típiques "boques de lop", més petites, d'un vessant, amb obertura tapada per una llosa amb dos forats -colomers-.

## Història
Tot i que sembla una evolució bastant força des del punt de vista filològic, convé recordar que el llinatge dels Tron, documentat a Gessa els segles xiii i XIV, si més no, fou un dels principals de la Vall. Són documentats com arxiprests de la Vall Superior o Naut Aran i també com a síndics de l'Aran.